# Rallye de l'Acropole 1975
Le Rallye de l'Acropole 1975 (22e Rallye Acropolis), disputé du 24 au 31 mai 1975, est la vingt-cinquième manche du championnat du monde des rallyes (WRC) courue depuis 1973, et la quatrième manche du championnat du monde des rallyes 1975 (WRC).

## Contexte avant la course

### Le championnat du monde
Après une saison 1974 réduite à huit épreuves, conséquence du premier choc pétrolier ayant affecté le sport automobile dans de nombreux pays européens, le calendrier 1975, prévoyant onze manches, se montre un peu plus riche, avec notamment le retour du rallye Monte-Carlo, du rallye de Suède et du rallye de l'Acropole, annulés l'année précédente. Les épreuves du championnat sont réservées aux voitures des catégories suivantes :
- Groupe 1 : voitures de tourisme de série
- Groupe 2 : voitures de tourisme spéciales
- Groupe 3 : voitures de grand tourisme de série
- Groupe 4 : voitures de grand tourisme spéciales

Le début de saison a été extrêmement favorable à la Scuderia Lancia, qui aborde ce quatrième rendez-vous forte de deux victoires (Monte-Carlo et Suède) et d'une seconde place (Safari), et qui dispose avec la puissante Stratos d'une arme capable de s'imposer sur tous les terrains. Lancia a pris une sérieuse option sur le titre mondial, bénéficiant d'une large avance sur Fiat, son principal adversaire. Seuls ces deux constructeurs ont un programme mondial étoffé, les autres protagonistes du championnat tels Alpine-Renault, Datsun, Mitsubishi, Opel, Peugeot, Renault, Saab ou Toyota se limitant aux épreuves leur apportant les meilleures retombées publicitaires.

### L'épreuve

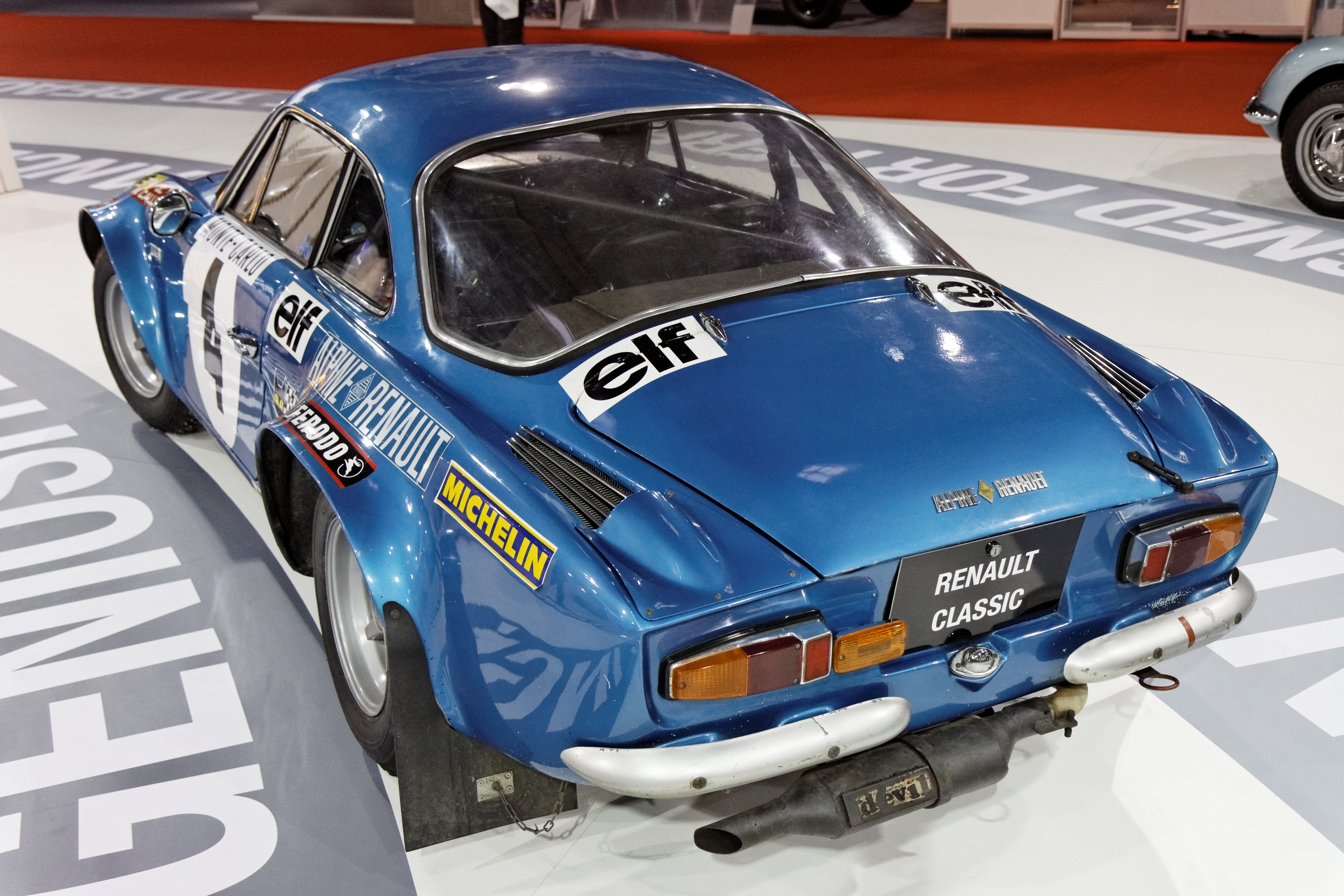
L'Alpine A110 groupe 4, victorieuse à trois reprises sur les quatre dernières éditions.

Les pistes rocailleuses du Rallye de l'Acropole en font une des épreuves les plus difficiles de la saison. A la rudesse du parcours s'ajoutent des conditions climatiques éprouvantes, les équipages devant affronter chaleur et sécheresse durant près d'une semaine. Créé en 1953, ce rallye a acquis une dimension internationale à la fin des années 1950, devenant une des épreuves phares du championnat d'Europe. Annulé en 1974 en raison de la crise, le rallye de l'Acropole retrouve cette année son statut mondial. L'édition de 1973 fut remportée par Alpine-Renault. C'était le troisième succès sur ce terrain pour la berlinette A110, déjà victorieuse en 1970 et 1971.

## Le parcours
- départ : 24 mai 1975 d'Athènes
- arrivée : 31 mai 1975 à Athènes

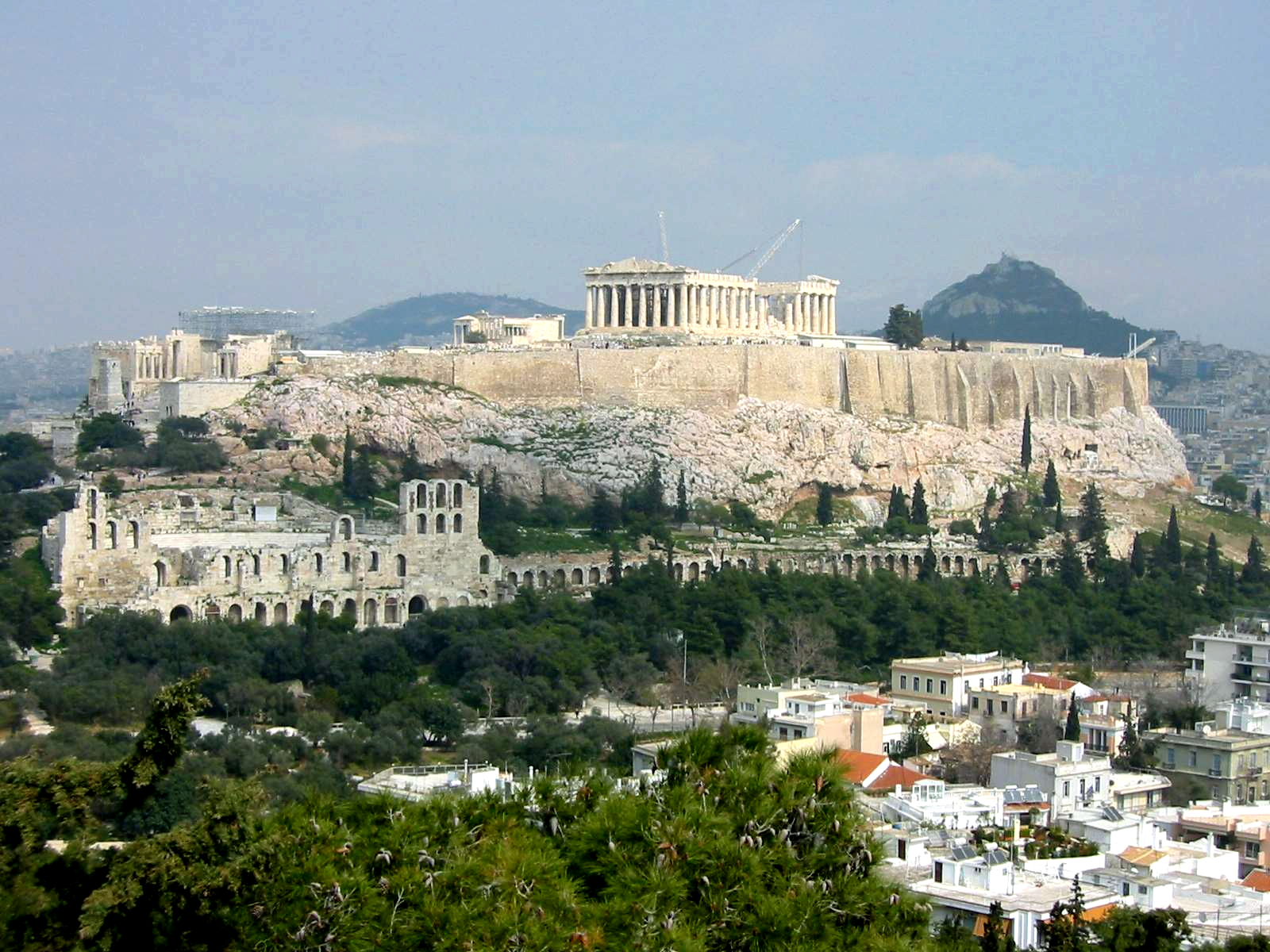
Le départ et l'arrivée du rallye ont lieu à Athènes.

- distance : 2496 km dont 580 km sur 48 épreuves spéciales
- surface : terre (rares tronçons asphaltés)
- Parcours divisé en quatre étapes[2]

## Les forces en présence

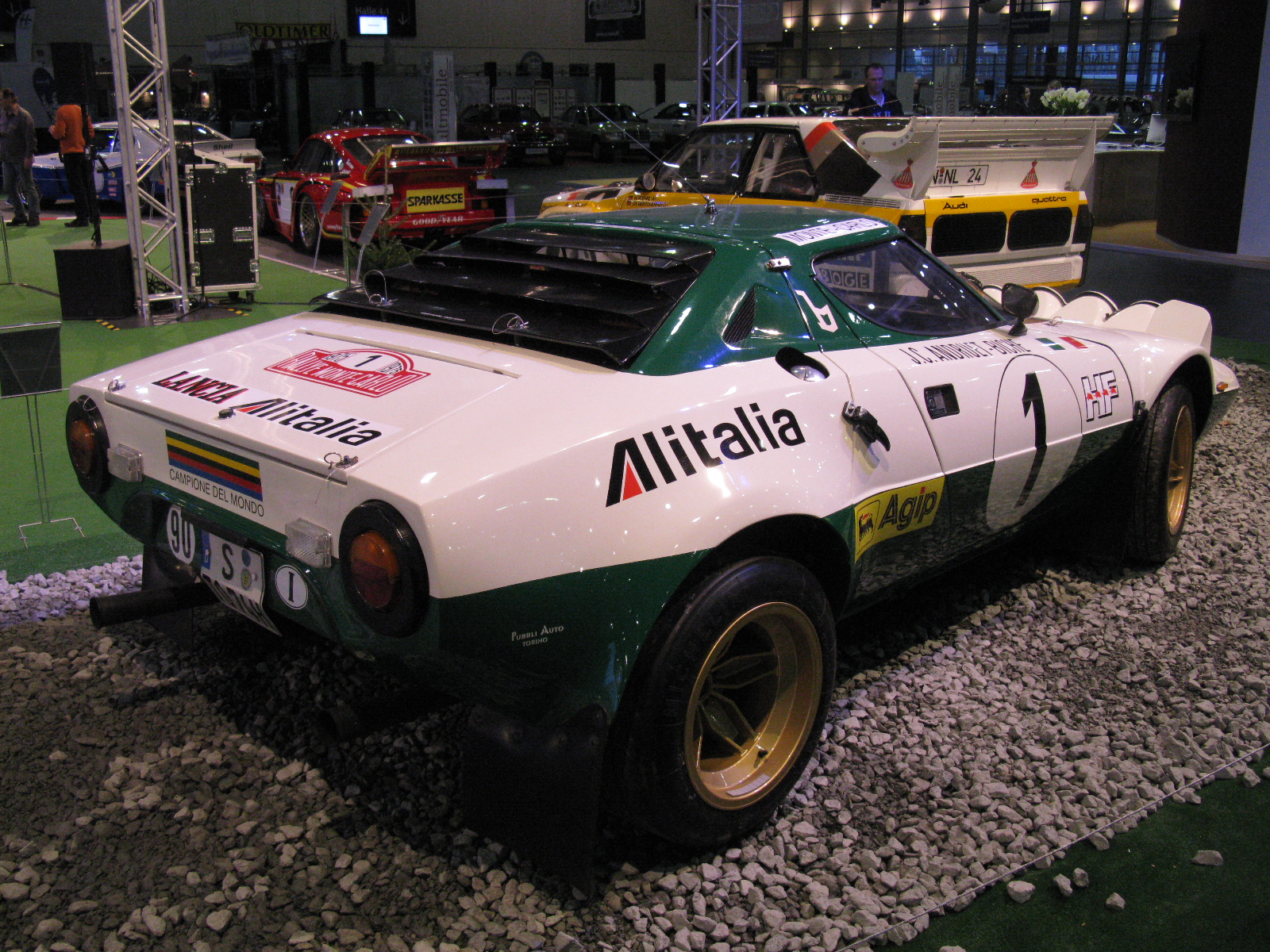
Une Lancia Stratos groupe 4

106 équipages, en grande majorité privés, sont inscrits pour cette course mais seulement 87 voitures seront au départ. Seuls trois constructeurs sont représentés officiellement :
- Lancia

Comme au Safari, la Scuderia Lancia a engagé deux Stratos HF groupe 4 et un coupé Beta. Au niveau des pilotes, on retrouve Björn Waldegård sur la Stratos n°1, la deuxième étant confiée à Raffaele Pinto qui remplace Sandro Munari pour cette course, le coupé étant piloté par Simo Lampinen. Pesant environ 900 kg, la Stratos est équipée d'un V6 de 2 400 cm3 en position centrale arrière, d'une puissance d'environ 240 chevaux. La Beta est une traction motorisée par un quatre cylindres de 1 800 cm3, développant plus de 180 chevaux dans sa version groupe 4.
- Toyota

Première participation mondiale cette saison pour Toyota Europe, qui a engagé deux Corolla 1600 groupe 2 (1 600 cm3, environ 175 chevaux) pour Achim Warmbold et Ove Andersson, récent vainqueur du Safari sur Peugeot 504.
- Opel

L'Euro Händler Team a engagé deux Ascona groupe 2, (moteur deux litres préparé par Irmscher, près de 200 chevaux, environ 900 kg) pour Walter Röhrl et Rauno Aaltonen. De nombreuses Ascona privées sont au départ, dont celle de Johnny Pesmazóglou, un habitué de l'épreuve.
- Alpine

Disposant d'une Alpine A110 1800 groupe 4 privée (environ 175 chevaux), le pilote local 'Siroco' compte parmi les meilleurs outsiders de l'épreuve.

## Déroulement de la course

### Première étape

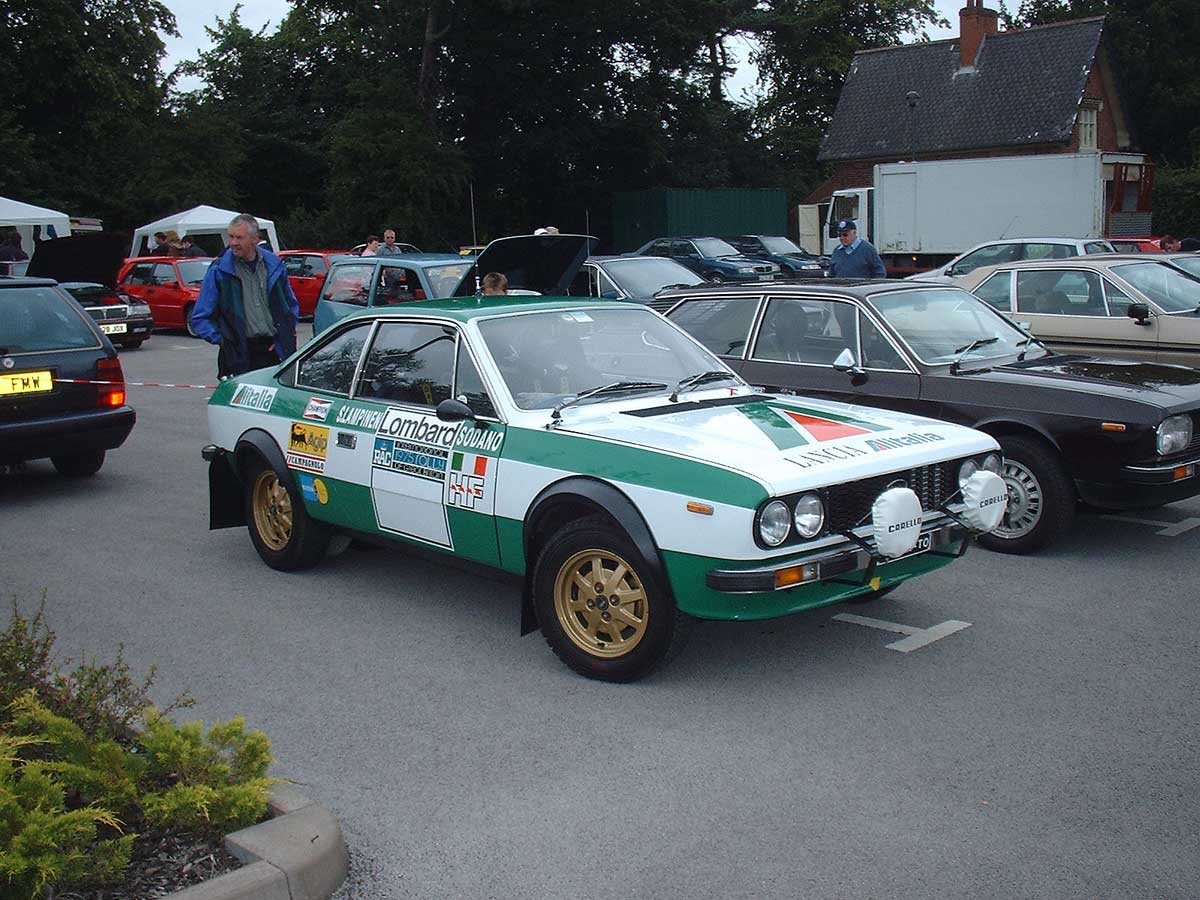
Abandon précoce pour le coupé Lancia Beta de Simo Lampinen, qui ne dépasse pas le stade de la première épreuve spéciale.

Sur plus de 100 équipages inscrits, 87 seulement sont au départ d'Athènes ce samedi 24 mai. Favori, Björn Waldegård (Lancia Stratos) prend la direction des opérations dès la première épreuve spéciale, au cours de laquelle son coéquipier Simo Lampinen (Lancia Beta coupé) abandonne, boîte de vitesses cassée. Malgré des problèmes de suspension à la suite d'une incursion dans le fossé pour éviter un conducteur à contre-sens, Waldegård domine largement cette première étape, qu'il termine en tête devant la Toyota d'Achim Warmbold et l'Opel Ascona de Walter Röhrl. La Scuderia Lancia a cependant perdu une seconde voiture, Raffaele Pinto ayant renoncé dans le huitième secteur chronométré, également pour un problème de boîte de vitesses, peu avant Ove Andersson, qui a rencontré le même problème sur sa Toyota.
| Pos. | Pilote          | Copilote            | Voiture             | Groupe |
| ---- | --------------- | ------------------- | ------------------- | ------ |
| 1    | Björn Waldegård | Hans Thorszelius    | Lancia Stratos HF   | 4      |
| 2    | Achim Warmbold  | John Davenport      | Toyota Corolla 1600 | 2      |
| 3    | Walter Röhrl    | Jochen Berger       | Opel Ascona         | 2      |
| 4    | Rauno Aaltonen  | Claes Billstam      | Opel Ascona         | 2      |
| 5    | 'Siroco'        | Miltos Andriopoulos | Alpine A110 1800    | 4      |

### Deuxième étape
Coup dur pour Lancia au départ de la seconde étape : Waldegård ne peut redémarrer, à cause d'une panne d'alternateur. Le temps de réparer et le champion suédois a perdu plus dix minutes, chutant à la troisième place du classement derrière Warmbold et Röhrl, accusant désormais un retard de neuf minutes et demie sur le leader. Il se lance alors dans une course poursuite, se montrant le plus rapide sur presque toutes les spéciales, reprenant près de deux minutes aux hommes de tête. Au terme de l'étape, Warmbold est en tête, mais son avance sur Röhrl, qui a accéléré le rythme, s'est réduite.
| Pos. | Pilote          | Copilote            | Voiture             | Groupe |
| ---- | --------------- | ------------------- | ------------------- | ------ |
| 1    | Achim Warmbold  | John Davenport      | Toyota Corolla 1600 | 2      |
| 2    | Walter Röhrl    | Jochen Berger       | Opel Ascona         | 2      |
| 3    | Björn Waldegård | Hans Thorszelius    | Lancia Stratos HF   | 4      |
| 4    | Rauno Aaltonen  | Claes Billstam      | Opel Ascona         | 2      |
| 5    | 'Siroco'        | Miltos Andriopoulos | Alpine A110 1800    | 4      |

### Troisième étape
Röhrl se montre à nouveau plus rapide que Warmbold en début d'étape, et l'écart entre les deux pilotes allemands continue à décroître, mais le duel entre les deux hommes se termine lorsque Warmbold est victime d'une crevaison qui lui fait perdre trois minutes. Désormais second, il est sous la menace de Waldegård, qui enchaîne toujours les victoires en spéciale. Derrière ces trois hommes, la bataille pour la quatrième place est serrée entre l'Alpine de 'Siroco' et l'Opel de Rauno Aaltonen.
| Pos. | Pilote          | Copilote            | Voiture             | Groupe |
| ---- | --------------- | ------------------- | ------------------- | ------ |
| 1    | Walter Röhrl    | Jochen Berger       | Opel Ascona         | 2      |
| 2    | Achim Warmbold  | John Davenport      | Toyota Corolla 1600 | 2      |
| 3    | Björn Waldegård | Hans Thorszelius    | Lancia Stratos HF   | 4      |
| 4    | 'Siroco'        | Miltos Andriopoulos | Alpine A110 1800    | 4      |
| 5    | Rauno Aaltonen  | Claes Billstam      | Opel Ascona         | 2      |

### Quatrième étape
La fin de course est sans histoire pour Röhrl. Au départ de la dernière étape, il compte deux minutes d'avance sur Warmbold, et semble en mesure de gérer cet avantage. Waldegård, qui visait la seconde place, voit sa remontée stoppée lorsque l'allumage de la Stratos refuse tout service dans la trente-cinquième spéciale. Quant à Warmbold, il sort de la route quelques spéciales plus tard, alors qu'il attaquait pour combler le retard pris sur une erreur de navigation. Aaltonen, revenu sur 'Siroco' à la suite d'une crevaison de ce dernier, ne profite pas longtemps des abandons des principaux animateurs, la boîte de vitesses de son Opel Ascona cédant un peu plus tard. Röhrl rentre à Athènes avec plus d'une demi-heure d'avance sur 'Siroco', remportant sa première victoire en championnat du monde. Une nouvelle fois, l'épreuve s'est révélée particulièrement difficile pour les équipages, seules dix-sept voitures ralliant l'arrivée.

### Classement général

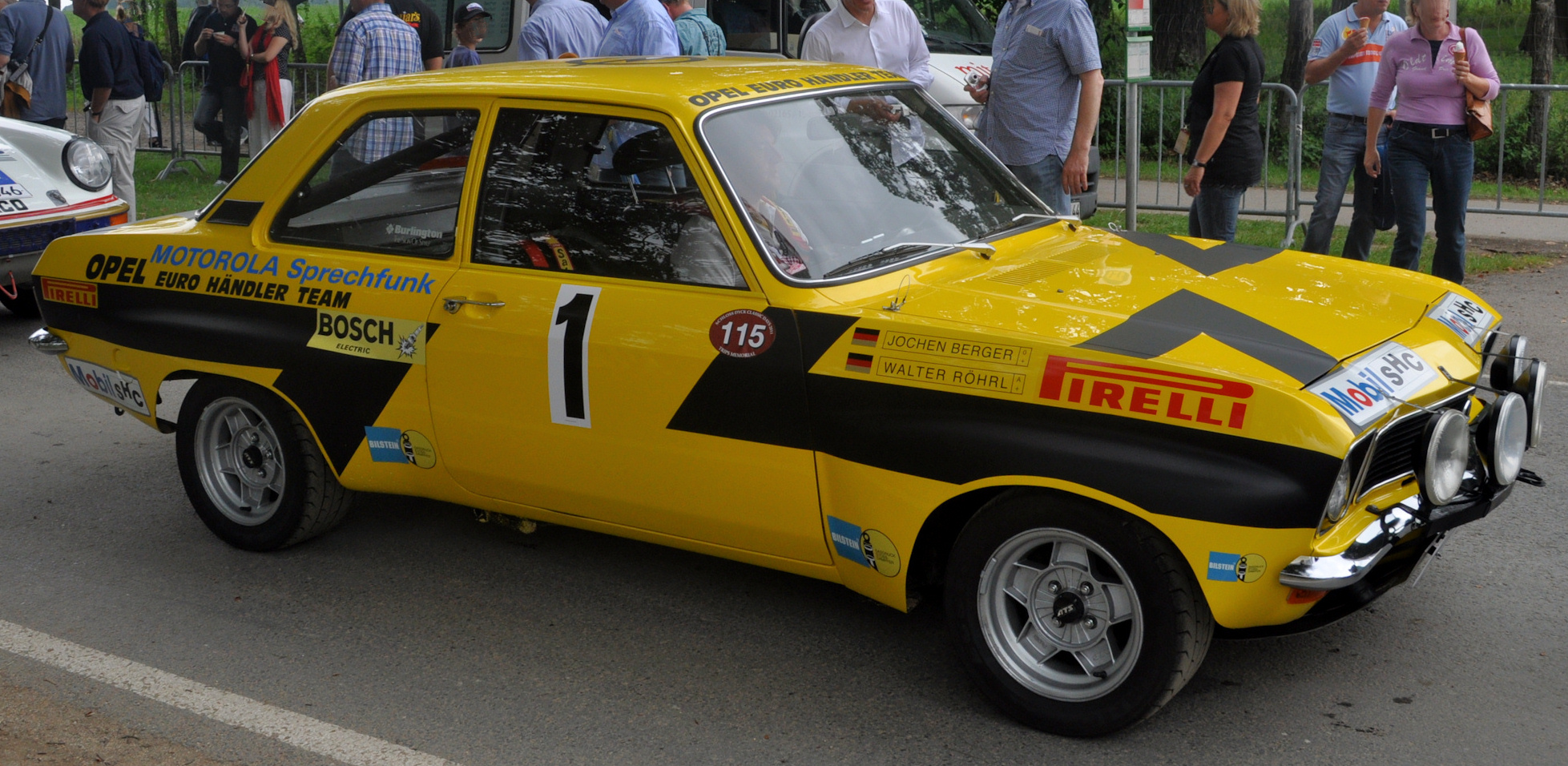
Première victoire en championnat du monde pour Opel et pour Walter Röhrl, avec l'Opel Ascona groupe 2.

| Pos | No | Pilote                 | Copilote            | Voiture               | Temps            | Écart             | Groupe |
| --- | -- | ---------------------- | ------------------- | --------------------- | ---------------- | ----------------- | ------ |
| 1   | 2  | Walter Röhrl           | Jochen Berger       | Opel Ascona           | 9 h 20 min 36 s  |                   | 2      |
| 2   | 9  | 'Siroco'               | Miltos Andriopoulos | Alpine A110 1800      | 9 h 56 min 18 s  | + 35 min 42 s     | 4      |
| 3   | 86 | Mihalis Koumas         | Pétros Dimitriadis  | Mitsubishi Galant     | 11 h 35 min 53 s | + 2 h 15 min 17 s | 2      |
| 4   | 45 | Johnny Pesmazóglou     | Dimítris Iorgitsis  | Opel Ascona           | 11 h 45 min 01 s | + 2 h 24 min 25 s | 2      |
| 5   | 12 | 'Leonidas'             | Ioánnis Lekkas      | Audi 80 GT            | 11 h 53 min 51 s | + 2 h 33 min 15 s | 1      |
| 6   | 83 | Bernt-Inge Steffansson | Ola Tholen          | Volvo 142 S           | 11 h 54 min 22 s | + 2 h 33 min 46 s | 1      |
| 7   | 10 | Iórgos Moschous        | Aris Stathakis      | Alfa Romeo Alfetta GT | 12 h 03 min 50 s | + 2 h 43 min 14 s | 2      |
| 8   | 72 | Mihális Moschous       | 'Nikias'            | Alfa Romeo Alfetta    | 12 h 33 min 12 s | + 3 h 12 min 36 s | 1      |
| 9   | 34 | Hans-Michael Jelsdorf  | Mogens Gliese       | Opel Ascona           | 12 h 42 min 01 s | + 3 h 21 min 25 s | 1      |
| 10  | 91 | 'Pavlos'               | Pavlos Valendis     | Lada 2103             | 12 h 53 min 02 s | + 3 h 32 min 26 s | 1      |

### Hommes de tête
- ES1 à ES13 :  Björn Waldegård -  Hans Thorszelius (Lancia Stratos HF)
- ES14 à ES24 :  Achim Warmbold -  John Davenport (Toyota Corolla 1600)
- ES25 à ES48 :  Walter Röhrl -  Jochen Berger (Opel Ascona)

### Vainqueurs d'épreuves spéciales
- Björn Waldegård -  Hans Thorszelius (Lancia Stratos HF) : 27 spéciales
- Walter Röhrl -  Jochen Berger (Opel Ascona) : 14 spéciales
- Achim Warmbold -  John Davenport (Toyota Corolla 1600) : 3 spéciales
- Rauno Aaltonen -  Claes Billstam (Opel Ascona) : 2 spéciales
- Ove Andersson -  Arne Hertz (Toyota Corolla 1600) : 2 spéciales
- 'Siroco' -  Miltos Andriopoulos (Alpine A110 1800) : 1 spéciale

## Résultats des principaux engagés
| No  | Pilote                 | Copilote             | Voiture               | Groupe | Classement général                          | Class. groupe |
| --- | ---------------------- | -------------------- | --------------------- | ------ | ------------------------------------------- | ------------- |
| 1   | Björn Waldegård        | Hans Thorszelius     | Lancia Stratos HF     | 4      | ab. dans 35e spéciale (allumage)            | -             |
| 2   | Walter Röhrl           | Jochen Berger        | Opel Ascona           | 2      | 1er                                         | 1er           |
| 3   | Achim Warmbold         | John Davenport       | Toyota Corolla 1600   | 2      | ab. dans 40e spéciale (accident)            | -             |
| 4   | Raffaele Pinto         | Arnaldo Bernacchini  | Lancia Stratos HF     | 4      | ab. dans 8e spéciale (boîte de vitesses)    | -             |
| 5   | Simo Lampinen          | Silvio Maiga         | Lancia Beta Coupé     | 4      | ab. dans 1re spéciale (boîte de vitesses)   | -             |
| 6   | Ove Andersson          | Arne Hertz           | Toyota Corolla 1600   | 2      | ab. dans 10e spéciale (boîte de vitesses)   | -             |
| 7   | Rauno Aaltonen         | Claes Billstam       | Opel Ascona           | 2      | ab. dans quatrième étape (moteur)           | -             |
| 9   | 'Siroco'               | Miltos Andriopoulos  | Alpine A110 1800      | 4      | 2e à 35 min 42 s                            | 1er           |
| 10  | Iórgos Moschous        | Aris Stathakis       | Alfa Romeo Alfetta GT | 2      | 7e à 2 h 43 min 14 s                        | 4e            |
| 12  | 'Leonidas'             | Ioánnis Lekkas       | Audi 80 GT            | 1      | 5e à 2 h 33 min 15 s                        | 1er           |
| 22  | Jean-Pierre Rouget     | Christian Delferrier | Porsche Carrera       | 3      | ab.                                         | -             |
| 34  | Hans-Michael Jelsdorf  | Mogens Gliese        | Opel Ascona           | 1      | 9e à 3 h 21 min 25 s                        | 4e            |
| 45  | Johnny Pesmazóglou     | Dimítris Iorgitsis   | Opel Ascona           | 2      | 4e à 2 h 24 min 25 s                        | 3e            |
| 50  | Georges Houel          | Marika Vassiliades   | Renault 12 Gordini    | 2      | ab.                                         | -             |
| 52  | Claude Laurent         | Dominique Laurent    | Citroën GS            | 2      | ab. dans première étape (boîte de vitesses) | -             |
| 72  | Mihális Moschous       | 'Nikias'             | Alfa Romeo Alfetta    | 1      | 8e à 3 h 12 min 36 s                        | 3e            |
| 83  | Bernt-Inge Steffansson | Ola Tholen           | Volvo 142 S           | 1      | 6e à 2 h 33 min 46 s                        | 2e            |
| 86  | Mihalis Koumas         | Pétros Dimitriadis   | Mitsubishi Galant     | 2      | 3e à 2 h 15 min 17 s                        | 2e            |
| 91  | 'Pavlos'               | Pavlos Valendis      | Lada 2103             | 1      | 10e à 3 h 32 min 26 s                       | 5e            |
| 101 | Alain Coppier          | Robert Monrozier     | Peugeot 204           | 1      | 13e à 4 h 00 min 24 s                       | 6e            |

## Classement du championnat à l'issue de la course
- attribution des points : 20, 15, 12, 10, 8, 6, 4, 3, 2, 1 respectivement aux dix premières marques de chaque épreuve (sans cumul, seule la voiture la mieux classée de chaque constructeur marque des points)
- seuls les sept meilleurs résultats (sur onze épreuves) sont retenus pour le décompte final des points.
- initialement prévu du 22 au 27 avril, le rallye du Portugal devait être la quatrième manche du championnat[3], mais, pour raisons électorales, sera finalement organisé du 18 au 21 juillet, après le rallye du Maroc[4].
- le rallye de Rideau Lakes, prévu du 15 au 19 octobre[3], sera annulé en cours de saison.

| Pos. | Marque         | Points | M-C | SUE | SAF | ACR | MAR | POR | FIN | SAN | RID | COR | RAC |
| ---- | -------------- | ------ | --- | --- | --- | --- | --- | --- | --- | --- | --- | --- | --- |
| 1    | Lancia         | 55     | 20  | 20  | 15  | -   |     |     |     |     |     |     |     |
| 2    | Opel           | 23     | -   | 3   | -   | 20  |     |     |     |     |     |     |     |
| 2=   | Fiat           | 23     | 15  | 8   | -   | -   |     |     |     |     |     |     |     |
| 4    | Mitsubishi     | 22     | -   | -   | 10  | 12  |     |     |     |     |     |     |     |
| 5    | Alpine-Renault | 21     | 6   | -   | -   | 15  |     |     |     |     |     |     |     |
| 6    | Peugeot        | 20     | -   | -   | 20  | -   |     |     |     |     |     |     |     |
| 7    | Saab           | 15     | -   | 15  | -   | -   |     |     |     |     |     |     |     |
| 8    | Renault        | 8      | 8   | -   | -   | -   |     |     |     |     |     |     |     |
| 8=   | Audi           | 8      | -   | -   | -   | 8   |     |     |     |     |     |     |     |
| 8=   | Volvo          | 8      | -   | 2   | -   | 6   |     |     |     |     |     |     |     |
| 11   | Alfa Romeo     | 7      | 3   | -   | -   | 4   |     |     |     |     |     |     |     |
| 12   | Datsun         | 6      | -   | -   | 6   | -   |     |     |     |     |     |     |     |
| 13   | Porsche        | 4      | 4   | -   | -   | -   |     |     |     |     |     |     |     |
| 13=  | Škoda          | 4      | -   | 4   | -   | -   |     |     |     |     |     |     |     |
| 15   | BMW            | 1      | 1   | -   | -   | -   |     |     |     |     |     |     |     |
| 15=  | Ford           | 1      | -   | 1   | -   | -   |     |     |     |     |     |     |     |
| 15=  | Lada           | 1      | -   | -   | -   | 1   |     |     |     |     |     |     |     |